# Yuanzhao Pao
Yuanzhao Pao (kinesiska: 远肇泡) är en sjö i Kina. Den ligger i provinsen Heilongjiang, i den nordöstra delen av landet, omkring 150 kilometer nordväst om provinshuvudstaden Harbin. Yuanzhao Pao ligger 138 meter över havet. Arean är 1,3 kvadratkilometer. Trakten runt Yuanzhao Pao består i huvudsak av gräsmarker. Den sträcker sig 1,3 kilometer i nord-sydlig riktning, och 1,5 kilometer i öst-västlig riktning.
Genomsnittlig årsnederbörd är 739 millimeter. Den regnigaste månaden är juli, med i genomsnitt 211 mm nederbörd, och den torraste är januari, med 4 mm nederbörd.